# Lijst van voetbalinterlands Armenië - Libanon (vrouwen)
Deze lijst van voetbalinterlands is een overzicht van alle officiële voetbalwedstrijden tussen de nationale vrouwenteams van Armenië en Libanon. De landen hebben tot nu toe één keer tegen elkaar gespeeld.

## Wedstrijden
| № | Plaats  | Datum        | Competitie        | Wedstrijd         | Uitslag |
| - | ------- | ------------ | ----------------- | ----------------- | ------- |
| 1 | Jerevan | 8 april 2021 | Vriendschappelijk | Armenië − Libanon | 2 − 0   |

## Samenvatting
| Competitie        | Totaal gespeeld | Winst Armenië | Gelijk | Winst Libanon | Doelsaldo Armenië – Libanon |
| ----------------- | --------------- | ------------- | ------ | ------------- | --------------------------- |
| Vriendschappelijk | 1               | 1             | 0      | 0             | 2 − 0                       |
| Totaal            | 1               | 1             | 0      | 0             | 2 − 0                       |